# Ber Borochov

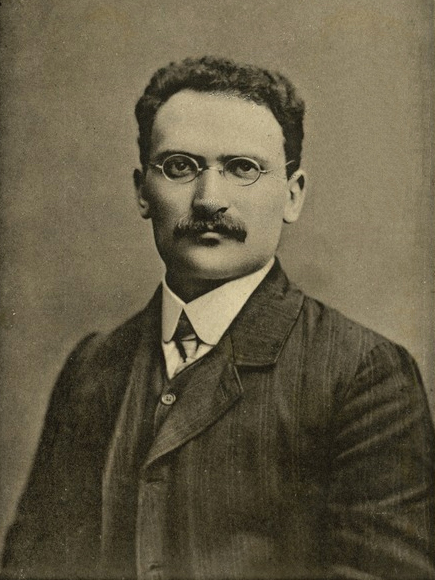
Ber Borochov

(Dov) Ber Borochov oder (Dow) Ber Borochow, auch Borokhov und Boruchow (jiddisch בער באָראָכאָװ Ber Borochow, hebräisch דֹּב בֶּר בּוֹרוֹכוֹב Dov Ber Bōrōchōv, russisch Бер Борохов; geboren 3. Juli 1881 in Solotonoscha, damals Russisches Kaiserreich, heute Ukraine; gestorben 17. Dezember 1917 in Kiew) war Mitbegründer des sozialistisch-zionistischen Weltverbandes der Poʿalei Zion, der Gründer der Jüdischen Sozialdemokratischen Arbeiterpartei „Poʿalei Zion“ sowie einer der ersten Vertreter der noch jungen Jiddistik.

## Leben
Borochov besuchte eine russische Schule und begeisterte sich für die sozialistischen Ideen seiner Zeit. Wie die meisten jüdischen Gymnasialabsolventen hatte auch er keine Möglichkeit, an einer russischen Universität zu studieren, und war deshalb auf vielen Gebieten ein Autodidakt. Er sprach mehrere Sprachen. 1901 gründete er in Russland die Zionistische Sozialistische Arbeiterunion.
Während der Auseinandersetzungen um die Frage, auf welchem Gebiet der Judenstaat gegründet werden sollte, wurde das britische Uganda-Programm vorgestellt. Borochov schloss sich der Meinung Menachem Ussishkins an, der jedes andere Territorium als Palästina ablehnte. Am siebten Zionistenkongress 1905 leitete er den Teil der Poʿalei-Zion-Delegierten, der sich gegen Uganda aussprach.
Auf dem achten Kongress, zwei Jahre später, förderte er den Rückzug der russischen Poʿalei Zion aus der Zionistischen Organisation. Von nun an bis zum Ausbruch des Ersten Weltkriegs warb Borochov in Mittel- und Westeuropa für die Ziele der Poʿalei-Zion-Weltunion. Während seines Aufenthalts in Wien, der von 1907 bis 1914 dauerte, unternahm er überdies intensive Forschungen zur Geschichte der jiddischen Sprache und Literatur.
1914 kam Borochov in die Vereinigten Staaten und wurde Sprecher der amerikanischen Poʿalei Zion, des Jüdischen Weltkongresses und des American Jewish Congress. Hier gab er auch die jiddische Zeitung Di Varhayt (די ווארהייט, New York) heraus. Vor der Oktoberrevolution kehrte er nach Russland zurück. 1917 agitierte er für die Gründung palästinensischer Siedlungen nach sozialistischem Muster. Dabei vertrat er die Meinung, Juden und Araber hätten im Klassenkampf die gleichen Interessen und könnten in Palästina nebeneinander leben.
Borochov starb 1917 während einer Vortragsreise in Kiew. 1963 wurden seine sterblichen Überreste auf dem Friedhof des Kibbutz Kinneret neben den anderen Gründern des sozialistischen Zionismus bestattet.

## Werk

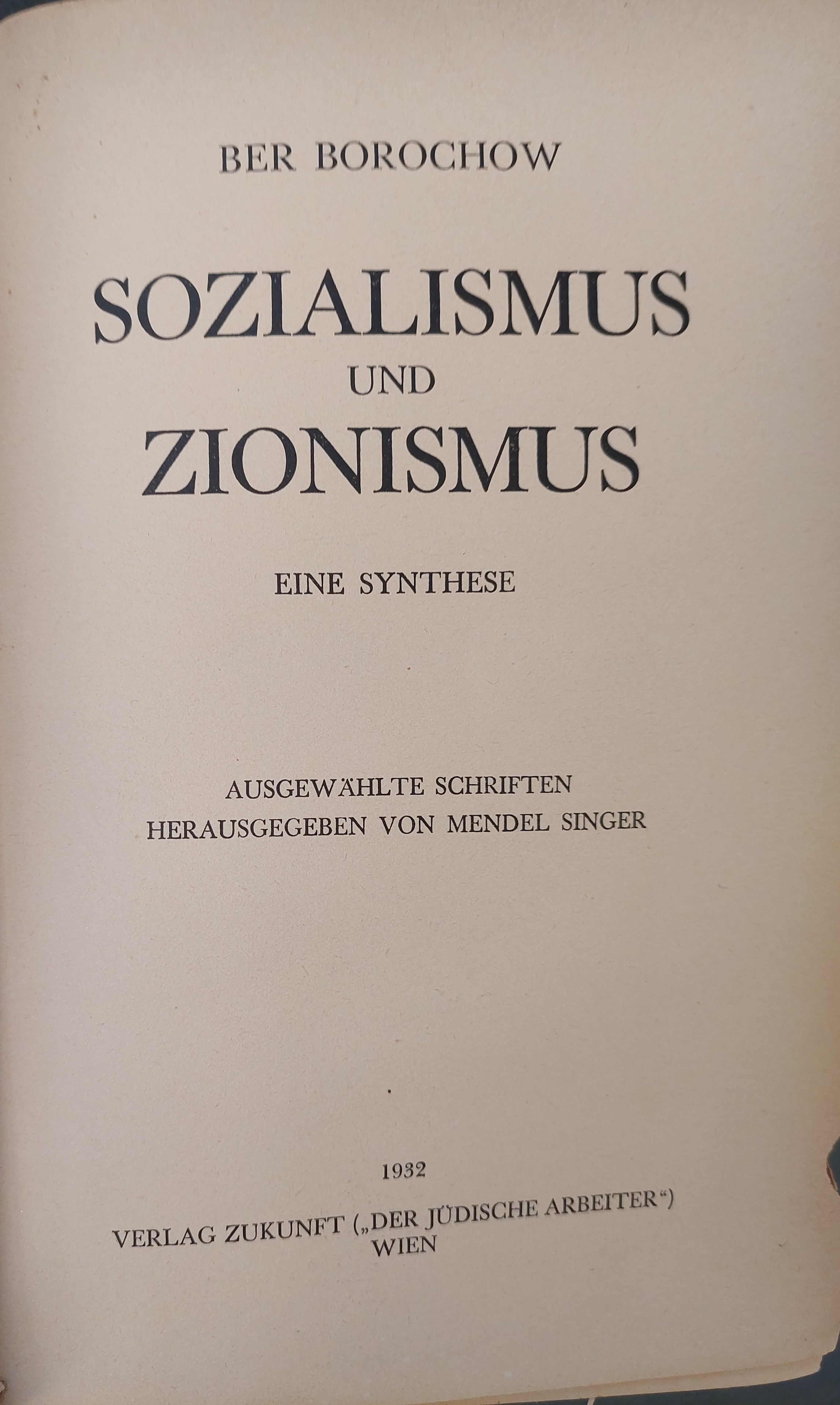
Von Mendel Singer besorgte deutsche Übersetzung von Schriften (1932)

Ber Borochov war ein produktiver Schriftsteller und anerkannter Analytiker. Sein Werk behandelt eine große Vielfalt an Themen über jüdische Geschichte, Wirtschaft, Sprache, Kultur, Politik usw. Als wichtigen theoretischen Beitrag sieht man die bei ihm möglich gewordene Synthese von Klassenkampf und Nationalismus zu einer Zeit, als der Marxismus jeden Nationalismus verwarf, vor allem den jüdischen.
Mit seinen beiden 1913 im Pinkeß veröffentlichten Aufsätzen Ojfgabn fun der yidisher filologye und Di bibliotek funem yidishn filolog legte Borochov die Grundlage für die moderne jiddische Sprachwissenschaft. Er verteidigte Jiddisch gegenüber den Hebraisten als eine mindestens 700 Jahre alte Sprache, die eine erstrangige Komponente der modernen jiddischen Nationalität sei, und machte Vorschläge für eine erneuerte jiddische Rechtschreibung. Überdies forderte er ein modernisiertes jiddisches Schulwesen sowie eine „autoritative nationale Instanz für philologische Angelegenheiten“, wie sie dann in den Zwanziger Jahren mit dem YIVO errichtet wurde. Er trug auch zur russischen Jüdischen Enzyklopädie bei und fertigte eine jiddische Bibliographie an.

### Publikationen
- Ojfgabn fun der yidisher filologye und Di bibliotek funem yidishn filolog. In: Der Pinkeß. Vilnius 1913.
- Der Virtualismus und das religiös-ethische Problem im Marxismus (russisch)
- Sozialismus und Zionismus. Hrsg. Mendel Singer. Verlag Zukunft („Der jüdische Arbeiter“), Wien 1932.
- Klasse und Nation: zur Theorie und Praxis des jüdischen Sozialismus. Hechaluz, Berlin 1932.
- Zur Frage Zions und des Gebietes, 1905; Hebräisch: Tel Aviv, 1955.